# Stazione di Amburgo Centrale
La stazione di Amburgo Centrale (in tedesco Hamburg Hauptbahnhof, abbreviato in Hamburg Hbf) è la principale stazione ferroviaria della città tedesca di Amburgo. È stata aperta nel 1906 per sostituire 4 stazioni terminali ed è gestita dalla DB Station&Service delle Deutsche Bahn. Con una media di 450 000 passeggeri al giorno, è la stazione ferroviaria più attiva in Germania e la seconda più trafficata d'Europa dopo la Gare du Nord e la Châtelet-Les Halles di Parigi.
La Hauptbahnhof è una stazione di passaggio costituita da banchine mediane ed è un importante nodo per i trasporti in Germania, poiché collega treni a lunga percorrenza, come alcune linee degli InterCityExpress, alla rete di transito rapido della metropolitana di Amburgo e della sua S-Bahn. La stazione è situato nel centro della città, nel distretto di Hamburg-Mitte. Una parte del lato nord dell'edificio è occupata dal centro commerciale Wandelhalle.

## Storia

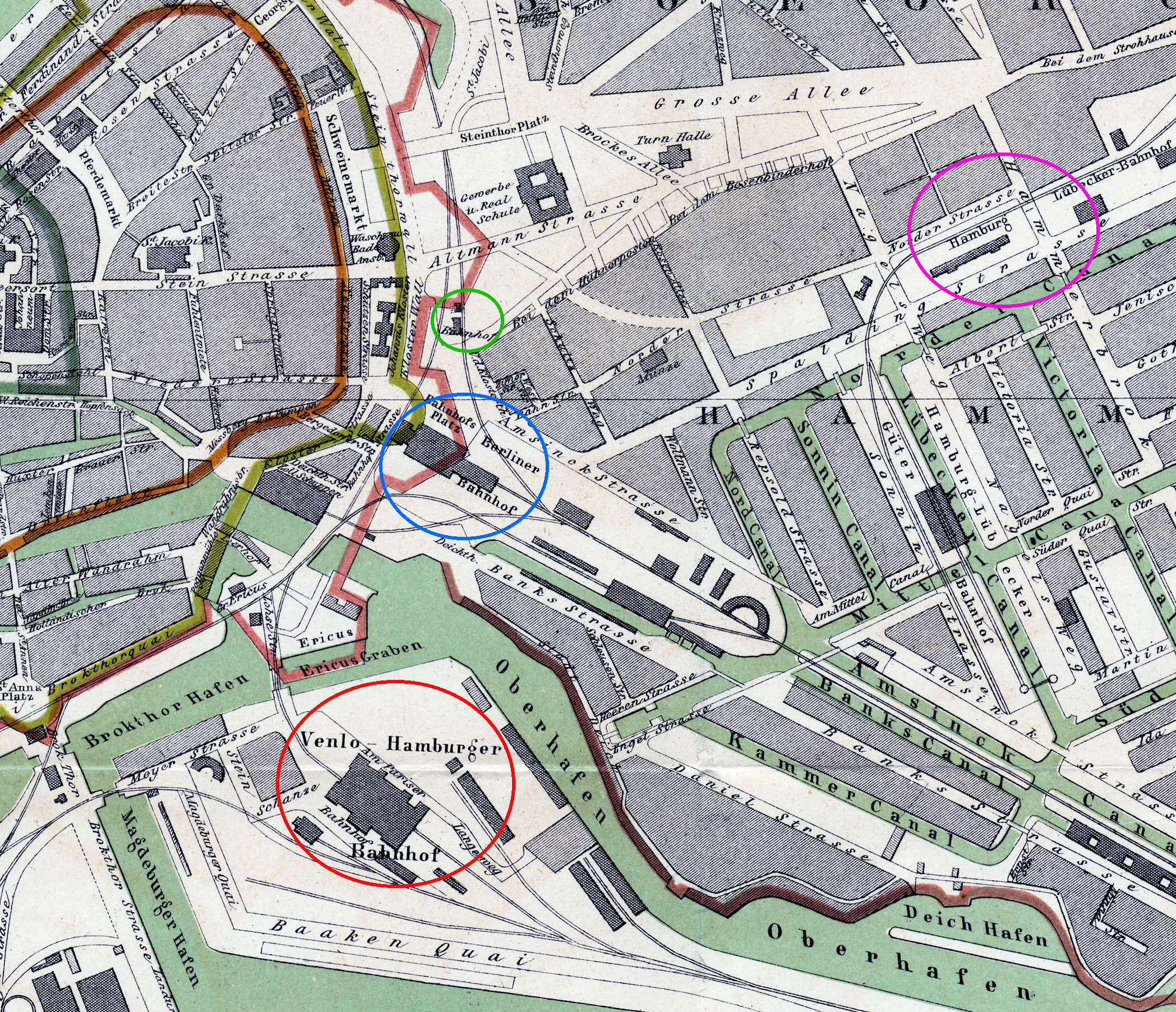
Stazioni di Hamburg in 1880, con la stazione per Berlino (blu), Klosterthor (verde), Lubecca (rosa) e Venlo (rosso).

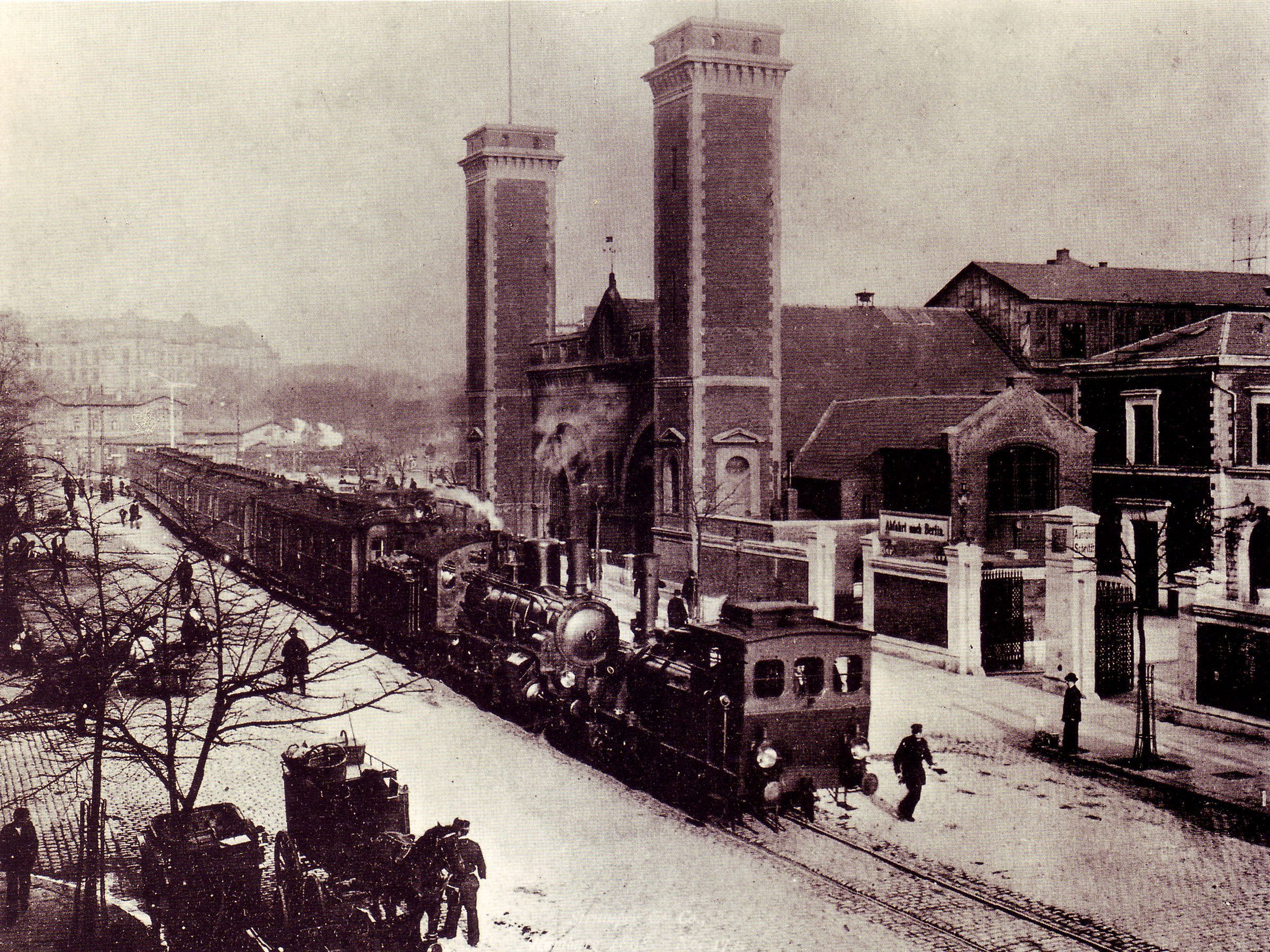
La stazione nel 1870.

Prima dell'apertura della stazione attuale, Amburgo aveva diverse stazioni minori dislocate in tutto il centro della città. La prima linea ferroviaria (tra Amburgo e Bergedorf) venne inaugurato il 5 maggio 1842,  nello stesso giorno in cui il "grande incendio" (in tedesco Der große Brand) aveva rovinato gran parte del centro storico della città. Le stazioni, situate ognuna a poche centinaia di metri dall'altra, erano:
- Berliner Bahnhof (1846), situata nel luogo in cui oggi è presente il Deichtorhallen, sulla riva destra del fiume Elba, capolinea della linea per Berlino
- Lübecker Bahnhof (1865), capolinea della linea per Lubecca
- Klosterthor Bahnhof (1866), capolinea orientale della linea di collegamento Amburg-Altona
- Venloer Bahnhof (1872), denominata dal 1892 "Hannoverscher Bahnhof", sulla linea attraverso il fiume Elba, a Harburg che divide nelle linee per Venlo e Hannover

Le linee di comunicazione tra le stazioni furono costruite in parte nelle piazze e nelle strade, in via provvisoria. Dopo la decisione di creare una stazione comune per tutte le linee, nel 1900 venne organizzata una gara d'appalto. Costruita tra il 1902 e il 1906, la Hamburg Hauptbahnhof venne progettata dagli architetti Heinrich Reinhardt e Georg Süßenguth, inspirandosi alla galleria delle macchine ideata da Louis Béroud per l'Esposizione universale di Parigi del 1889. L'imperatore Guglielmo II descrisse la prima bozza come "semplicemente orribile" ma la seconda versione venne poi costruita. L'imperatore cambiò personalmente gli elementi in stile Art Nouveau con quelli in stile neorinascimentale, dando alla stazione un aspetto fortificato.  La stazione è stata aperta al pubblico il 4 dicembre 1906 ed il primo treno arrivò il giorno successivo, mentre la programmazione iniziò il 6 dicembre 1906.
Il 9 novembre 1941, durante la seconda guerra mondiale, la stazione venne colpita gravemente dai bombardamenti alleati. Diverse aree dovettero essere ricostruite completamente, come quella per il controllo dei bagagli e le biglietterie nella parte orientale. Una delle torri dell'orologio fu distrutta nel 1943.
Dal 1985 al 1991 la stazione è stata rinnovata.

## Descrizione
La Hamburg Hauptbahnhof è lunga 206 m, larga 135 m e alta 37 m. Dispone di 8 200 m2 di superficie in locazione e 27 810 m2 in totale. I campanili dell'edificio della stazione sono alti 45 m, e gli orologi hanno un diametro di 2,2 m. Adiacente all'edificio della stazione, la sala dei binari è costruita in ferro e vetro e si estende verso le piattaforme della linea principale e due binari della S-Bahn. Le piattaforme sono raggiungibili da due ponti a livello della strada, uno ad ogni estremità della sala binari, dal ponte a nord attraverso scale e ascensori, dal ponte sud tramite scale mobili. Altri due binari S-Bahn e le linee della metropolitana sono in un sistema collegato di tunnel.
Il Wandelhalle (Sala da passeggio) è un piccolo centro commerciale con orari di apertura prolungati costruito nel 1991 in occasione della ristrutturazione delle travi. Si trova sul ponte nord e comprende ristoranti, negozi di fiori, chioschi, una farmacia, centri di servizio e altro. Il piano superiore dispone anche di una galleria che circonda la sala.
Dal 2008, nel tentativo di disperdere i trafficanti di droga e gli utenti della zona, la Deutsche Bahn ha deciso di riprodurre all'interno della stazione dei brani di musica classica come Le quattro stagioni di Vivaldi o alcune composizioni di Mozart.

## Servizi
Nel 2008, la stazione era servita quotidianamente da 720 treni regionali e di lunga percorrenza, assieme a 982 S-Bahn. Inoltre vi erano inoltre 6 piattaforme per le linee principali. Attualmente, la stazione è servita dai seguenti servizi:

### Lunga distanza
La Hamburg Hauptbahnhof è una delle più grandi stazioni della Germania settentrionale e collega la Danimarca con l'Europa centrale. Vi sono linee InterCityExpress permanenti per Berlino e Francoforte sul Meno, che continuano verso Stoccarda, Monaco, e Brema, fino alla regione della Ruhr e Colonia. Per il nordo, i treni ICE collegano Amburgo con le città danesi di Aarhus e Copenaghen e Kiel, nello Schleswig-Holstein. Ci sono anche diversi collegamenti ferroviari InterCity ed EuroCity per il trasporto passeggeri. La stazione è uno scalo per i viaggi internazionali, e tutti i passeggeri da e per la Scandinavia devono cambiare ad Amburgo (ad eccezione per i treni notturni).
Le seguenti linee sono connesse alla stazione:
- linea Berlino-Amburgo
- linea Hannover-Amburgo
- linea Wanne-Eickel-Amburgo (per Brema e la Ruhr)
- linea Elbe inferiore
- linea Lubecca-Amburgo
- linea di collegamento Amburgo-Altona (connessa alla linea Amburgo-Altona-Kiel)

#### Treni regionali
Transitano numerosi RegionalExpress e Regionalbahn diretti per lo Schleswig-Holstein, la Bassa Sassonia, treni della linea Meclemburgo-Pomerania occidentale e per Brema.

## S-Bahn e metropolitana
Oltre ai servizi ferroviari interurbani, l'Hauptbahnhof è anche l'intersezione centrale per due dei tre sistemi di trasporto rapido della città: la S-Bahn (ferrovia urbana) e la U-Bahn (rete metropolitana). Le piattaforme della S-Bahn sono situate all'interno della stazione stessa (piattaforme 3 e 4, in direzione est a Barmbek, Harburg e Bergedorf) e in un tunnel separato, adiacente all'edificio della stazione (piattaforme 1 e 2, in direzione ovest a Altona, Wedel e Eidelstedt).
La U-Bahn è suddivisa in due stazioni: la Hauptbahnhof Nord e la Hauptbahnhof Süd.
La stazione di Hauptbahnhof Süd serve le linee U1 e U3. Questa parte della stazione era stata inclusa nella pianificazione del 1900 per la nuova stazione ( la costruzione della metropolitana iniziò nel 1906, mentre l'"anello" venne aperto in quattro stadi tra febbraio e giugno del 1912). Fino al 1960, questa stazione veniva chiamata semplicemente Hauptbahnhof senza alcun suffisso. Dall'inizio fino alla fine del 1943, esistettero due linee: l'anello originale (aperto nel 1912) e la diramazione della linea sud-est (aperta il 27 giugno 1915) per Rothenburgsort, i cui tracciati e fermate furono distrutti con l'operazione Gomorrah  e non più ricostruiti.
La stazione Hauptbahnhof Nord serve la linea U2, ma solo con le due gallerie centrali (su quattro). Le due gallerie esterne sono state costruite in previsione di una futura linea U4 (che non è stata mai costruita) e sono attualmente utilizzate per installazioni di arti visive.

## Luoghi limitrofi
La stazione si trova nel centro della città nel quartiere Hamburg-Mitte. Direttamente nelle vicinanze si trovano il teatro Deutsches Schauspielhaus nel quartiere di St. Georg, uno dei teatri di Amburgo di proprietà statale, la galleria d'arte Kunsthalle e il Museum für Kunst und Gewerbe dedicato alle arti applicate. Il municipio di Amburgo è situato in fondo alla Mönckebergstraße, una via di interesse commerciale.